# Dmitrij Peskov
Dmitrij Sergejevitj Peskov (ryska: Дмитрий Сергеевич Песков, IPA: [pʲɪˈskof]), född 17 oktober 1967, är en rysk diplomat. Han är pressekreterare för Rysslands president Vladimir Putin sedan 2012.

## Biografi
Peskov anställdes 1990 till som administrativ assistent vid den sovjetiska ambassaden i Ankara i Turkiet. Han befordrades senare till attaché och sedan till tredje sekreterare vid ambassaden. År 1994 fick han ett uppdrag för ryska utrikesdepartementet i Moskva. Efter två år där posterades han återigen i Ankara som andra och sedan förste sekreterare vid den ryska ambassaden.
År 2000 återvände Peskov till Ryssland för att arbeta för den ryske presidentens presstjänst och tjänstgjorde på olika positioner, inklusive en fyraårsperiod som den ryske presidentens första vice pressekreterare från 2004 till 2008. Peskov har varit Putins talesman sedan april 2000. Peskov utsågs till premiärminister Viktor Zubkovs pressekreterare 2008, vilket snart gav honom uppgiften att företräda Vladimir Putin när denne var premiärminister under Dmitrij Medvedevs presidentskap. När Putin återigen blev president i maj 2012 efterträdde Peskov Natalja Timakova som presidentens talesman.
I januari 2016 skickade Donald Trumps personlige advokat Michael Cohen ett e-postmeddelande till Dmitrij Peskov och bad om hjälp med en affärsuppgörelse i Moskva, vilket rapporterades av bland annat Washington Post. Senare svarade Peskovs kontor på förfrågan via mejl och telefon. Cohen förnekade detta utbyte i sitt vittnesmål för USA:s kongress, men medgav senare att konversationen fortgått åtminstone fram till juni 2016.
I november 2021 förnekade Peskov anklagelserna om att Ryssland förberedde sig för en möjlig invasion av Ukraina, och i januari 2022 anklagade Peskov USA för att "underblåsa spänningar" kring Ukraina. Peskov har även fördömt president Joe Bidens uttalanden om att Ryssland gjort sig skyldiga till folkmord under kriget i Ukraina.